# Игнат ага
„Игнат ага“ (Iknad aga) е хумористичен вестник в Пловдив на арменски език.
Представлява емигрантски вестник за хумор. Излиза на светло в девет месеца веднаж. Издател и редактор е Икнад Д. Асдвадзадурян. Излиза само един брой на 10 октомври 1925 г. Отпечатва се в печатница „Хайасдан“.